# Jonas Laimonas Tapinas
Jonas Laimonas Tapinas (* 6. Juni 1944 in Palanga; † 28. Mai 2022 in Vilnius) war ein litauischer Autor, Historiker und Journalist.

## Leben
Sein Vater stammt aus Lettland.
1970 schloss er das Diplomstudium der Journalistik an der Vilniaus universitetas ab und lehrte ab 1971 Pressegeschichte und Ethik.
1978 promovierte er in Leningrad in Geschichte zum Thema „Lietuvos TSR kino publicistikos istorija“. Von 1990 bis 1992 war er Vorstandsvorsitzender und von 1992 bis 1995 Generaldirektor von Lietuvos radijas ir televizija. Von 1991 bis 1992 leitete er das Institut für Journalistik an der VU.

## Familie
Tapinas war verheiratet. Mit seiner Frau Violeta hatte er den Sohn Andrius Tapinas (* 1977), der auch als Journalist bekannt wurde.

## Preise
- 1985: Vincas Mickevičius-Kapsukas-Preis
- 2002: Vytautas-Gedgaudas-Preis
- 2005: Juozas Tumas-Vaižgantas-Preis

## Ehrungen
- 1996: Gediminas-Orden
- 2003: Orden für Verdienste um Litauen